# Caxito
Caxito je město a komuna v obci Dande, v provincii Bengo. Nachází se v Angole. Je hlavním městem provincie Bengo.
Město leží na řece Dande, která se asi o 25–30 km dále vlévá u obce Barra do Dande do Atlantiku. Městem prochází severní větev angolské železniční sítě.